# Венсан Оріоль
Венсан Оріоль (фр. Vincent Auriol фр. вимова: [vɛ̃sɑ̃ oʁjɔl]; 27 серпня 1884, Ревель — 1 січня 1966, Париж) — президент Франції (Четверта республіка, 1947—1954), перший після Другої світової війни.

## Біографія
Народився в департаменті Верхня Гаронна, син м'ясника; отримав юридичну освіту. До війни активний діяч соціалістичної партії, був мером Тулузи (обраний у 31 рік), потім міністром у двох соціалістичних урядах Леона Блюма. У 1942—1943 Оріоль брав участь у діяльності підпілля французького Опору в окупованій Франції, потім втік до Лондона і вступив до уряду генерала де Голля. Після звільнення Франції державний міністр тимчасового уряду; в 1946 представник Франції в Раді Безпеки ООН.

## Президент Четвертої республіки
Після проголошення Четвертої республіки в січні 1947 обраний її президентом, перебував на посаді один семирічний термін. Правління Оріолі було дуже важким, країну потрясали безперервні страйки і масові заворушення трудящих, колоніальна Французька імперія розпадалася; метрополія вела війни з повстанцями одночасно в Індокитаї, на Мадагаскарі і в Північній Африці. Перед закінченням терміну Оріоль заявив, що в жодному разі не буде балотуватися на наступний: «Ця робота мало не звела мене в могилу: мене будили в будь-який час ночі, щоб приймати відставки прем'єр-міністрів!» Дійсно, за 7 років його правління змінилося 18 (!) «примарних урядів».

## Після президентства
Покинувши Єлисейський палац, Оріоль зайнявся політичною публіцистикою. У 1958 році він як екс-президент увійшов до Конституційної ради Франції. Це відбулося при установі П'ятої республіки, проекту конституції якої він різко противився, вважаючи, що влада президента має залишитися такою ж слабкою і церемоніальною, якою була при Третій і Четвертій республіках. У 1960 він пішов у відставку з Ради, протестуючи проти авторитарної політики президента де Голля. За рік до смерті Оріоль встиг благословити соціаліста Франсуа Міттерана балотуватися в президенти.